# Nachal Šoval
Nachal Šoval (hebrejsky נחל שובל) je vádí v jižním Izraeli, v severní části Negevské pouště, nedaleko od pomezí Negevu a jihozápadní části Judských hor (Hebronské hory).
Začíná v nadmořské výšce přes 300 metrů jihovýchodně od vesnice Dvira, na severovýchodních svazích hory Har Lehavim, kterou pokrývá uměle vysazený lesní komplex Ja'ar Lahav. Směřuje pak k západu kopcovitou bezlesou krajinou polopouštního charakteru. Podchází železniční trať Tel Aviv-Beerševa a těleso dálnice číslo 40. Ze severu a západu míjí velké beduínské město Rahat a židovskou vesnici Šoval a stáčí se k jihozápadu. Zde pak ústí zprava do vádí Nachal Grar.
V roce 2004 byl v povodí Nachal Šoval, poblíž křižovatky Dvira, proveden archeologický výzkum, který zde objevil sídelní jámy s pozůstatky z římského období.